# Phytoseius seggilis
Phytoseius seggilis är en spindeldjursart som beskrevs av Afzal och Bashir 2007. Phytoseius seggilis ingår i släktet Phytoseius och familjen Phytoseiidae. Inga underarter finns listade i Catalogue of Life.